# Castilleja chromosa
Espèce
Classification APG III (2009)
Castilleja chromosa est une espèce végétale de la famille des Scrophulariacées, ou de la famille des Orobanchaceae selon la classification APG III. Elle est originaire du Sud des États-Unis.

## Description morphologique

### Appareil végétatif
Cette plante de 10 à 40 cm de hauteur présente plusieurs tiges érigées. Les feuilles mesurent de 2,5 à 5 cm de longueur. Celles situées près de la base sont entières et très étroites ; les plus hautes sont découpées en 3 ou 5 lobes très étroits.

### Appareil reproducteur
La floraison a lieu entre avril et août.
Les fleurs sont protégées par des bractées divisées en 3 à 5 lobes très étroits, et colorées en rouge-orangé. Le calice est lui aussi rouge-orangé, et divisé en 4 lobes. La corolle, longue de 2 à 3 cm, est en forme de tube très étroit de couleur plus pâle, bordé de rouge ou d'orange, s'achevant par deux lèvres.

## Répartition et habitat
Cette plante vit dans les zones désertiques de l'Ouest des États-Unis. Son aire de répartition s'étant, à l'ouest, de l'est de l'Oregon et du sud de l'Idaho jusqu'à l'est de la Californie, et à l'est du nord-ouest du Nouveau-Mexique au centre du Wyoming.
Elle pousse sur des sols secs, avec une bonne exposition au soleil, souvent en association avec Artemisia tridentata.

## Systématique
Cette espèce est parfois considérée comme une sous-espèce de Castilleja applegatei (Castilleja applegatei ssp. martinii (Abrams) Chuang & Heckard).